# Squawk Box
Squawk Box è un programma televisivo statunitense di genere talk-show, in onda sul canale di economia e finanza CNBC dal 1995.
Il programma è trasmesso la mattina analizzando la situazione finanziaria prima della apertura dei mercati con una serie di interviste ai più illustri economisti e CEO di società.
Il programma è nato negli Stati Uniti come CNBC Squawk Box, e poi diffusosi nel resto nel mondo dopo l'apertura della CNBC asiatica con Asia Squawk Box e poi in Europa con il CNBC Europe Squawk Box.
Nel resto del mondo tv collegate alla CNBC e alla NBC Universal hanno programmi simili nella struttura allo Squawk Box: Caffè Affari su Class CNBC in Italia, Power Breakfast su CNBC-TV18 in India, Geri Sayim su CNBC-e in Turchia.